# Metjkarevo
Metjkarevo (bulgariska: Мечкарево) är ett distrikt i Bulgarien.   Det ligger i kommunen Obsjtina Sliven och regionen Sliven, i den centrala delen av landet, 240 km öster om huvudstaden Sofia.
Trakten runt Metjkarevo består till största delen av jordbruksmark. Runt Metjkarevo är det ganska tätbefolkat, med 96 invånare per kvadratkilometer.